# Квинт Цецина Прим
Квинт Цецина Прим (лат. Quintus Caecina Primus) — римский политический деятель и сенатор середины I века.
О происхождении Прима нет никаких сведений. С сентября по октябрь 53 года, в эпоху правления императора Клавдия, Квинт Цецина Прим занимал должность консула-суффекта вместе с Публием Требонием. Больше о нём ничего неизвестно.